# Defenders of the Faith
Defenders of the Faith (с англ. — «Защитники веры») — девятый студийный альбом британской хеви-метал-группы Judas Priest, вышедший в 1984 году на лейбле Columbia Records. Выход записи сопровождался выпусков синглов: «Freewheel Burning», «Some Heads Are Gonna Roll» и «Love Bites».

## Об альбоме
Как и предыдущий альбом Screaming for Vengeance, Defenders of the Faith был записан на студии Ibiza Sound, на Ивисе.
Уве Лерх из Rock Hard поставил альбому 8,5 баллов из 10 возможных, условно разделив альбом на 2 части, похвалив всю первую половину альбома, дав ей 9,5 баллов, отметив среди прочего гитарные партии в песне «The Sentinel». Во второй части альбома единственной слабой песней Уве назвал «Love Bites».
На композиции «Freewheel Burning» и «Love Bites» были сняты видеоклипы.

## Песни
- «Rock Hard Ride Free» — изначально была написана ещё в 1981—1982 году, во времена Screaming for Vengeance и носила название «Fight for Your Life», но в дальнейшем была переименована. Первоначальная версия этой песни вышла только в 2001 году, в переиздании альбома Killing Machine.
- «Some Heads Are Gonna Roll» — написана американским музыкантом и продюсером Бобом Халлиганом, уже работавшим с группой 2 годами ранее, во время записи альбома Screaming for Vengeance и написавшего к нему песню «(Take These) Chains». Первое гитарное соло играет Гленн Типтон, второе — Кей Кей Даунинг. Также была выпущена в качестве сингла.

## Издания
В марте 2015 года вышло юбилейное 30th Anniversary Edition переиздание этого альбома, оно включает в себя 3 диска: 1-й — это ремастер оригинала 1984 года, 2-й и 3-й диски — это записи концертных выступлений коллектива в Лос-Анджелесе на Long Beach Arena во время тура 1984 года.

## Значение
В марте 2024 года американский онлайн-ресурс Loudwire опубликовал обновлённый рейтинг дискографии группы из 19 студийных альбомов и разместил этот диск в нём на втором месте.

## Список композиций
Все песни написаны Робом Хэлфордом, Кей Кей Даунингом и Гленном Типтоном, кроме Some Heads Are Gonna Roll, автор — Боб Халлиган мл..
| №                   | Название                    | Длительность |
| ------------------- | --------------------------- | ------------ |
| 1.                  | «Freewheel Burning»         | 4:22         |
| 2.                  | «Jawbreaker»                | 3:25         |
| 3.                  | «Rock Hard Ride Free»       | 5:34         |
| 4.                  | «The Sentinel»              | 5:04         |
| 5.                  | «Love Bites»                | 4:47         |
| 6.                  | «Eat Me Alive»              | 3:34         |
| 7.                  | «Some Heads Are Gonna Roll» | 4:05         |
| 8.                  | «Night Comes Down»          | 3:58         |
| 9.                  | «Heavy Duty»                | 2:25         |
| 10.                 | «Defenders of the Faith»    | 1:30         |
| Общая длительность: | Общая длительность:         | 39:05        |

### Бонус-треки на переиздании 2001 года
1. Turn on Your Light — 5:23
2. Heavy Duty/Defenders of the Faith (Live) — 5:26

## Участники записи
- Роб Хэлфорд — вокал;
- Гленн Типтон — гитара, клавишные;
- Кей Кей Даунинг — гитара;
- Иэн Хилл — бас;
- Дэйв Холланд — ударные.

Персонал
- Марк Додсон[англ.] — инженер;
- Дуг Джонсон — автор обложки.

## Кавер-версии песен
- Немецкая метал-группа Rage записала кавер-версию песни «Jawbreaker». Существует концертное исполнение этой песни вместе с Валерием Кипеловым[6].
- Американская метал-группа Fozzy исполнила кавер-версию песни «Freewheel Burning».
- Американская грув-метал группа Machine Head выпустила кавер на песню «The Sentinel», которая вошла как бонус-трек в их 7-й студийный альбом Unto the Locust в 2011-м.
- Немецкая метал-группа Heavens Gate исполнила кавер-версию песни «The Sentinel».
- Шведская пауэр-метал группа Sabaton выпустила кавер-версию песни «Jawbreaker» в альбоме Metalizer.
- Американская метал-группа Nevermore записала кавер-версию композиции «Love Bites» для своего сингла «Belive in Nothing»[7], вышедшего в 2001 году.
- Шведская метал группа Katatonia в японском издании своего десятого альбома The Fall of Hearts выпустила кавер-версию песни «Night Comes Down».
- Советская метал-группа «Серебряная пуля» в своём первом и единственном альбоме «Шанхай» (1989) выпустила кавер-версию с изменённым текстом на «The Sentinel» под названием «Снежный человек».

## Позиции в чартах
| Чарт (1984)                      | Высшая Позиция |
| -------------------------------- | -------------- |
| Австрия (Ö3 Austria)             | 51             |
| Нидерланды (Album Top 100)       | 27             |
| Германия (Media Control)         | 21             |
| Норвегия (VG-lista)              | 17             |
| Швеция (Sverigetopplistan)       | 2              |
| Швейцария (Schweizer Hitparade)  | 12             |
| Великобритания (UK Albums Chart) | 19             |
| США (Billboard 200)              | 18             |

## Сертификация
- RIAA (США) — платиновый. Статус присвоен 26 сентября 1988[16].
- CRIA (Канада) — платиновый. Статус присвоен 1 февраля 1985[17].